# Lisa Ullén

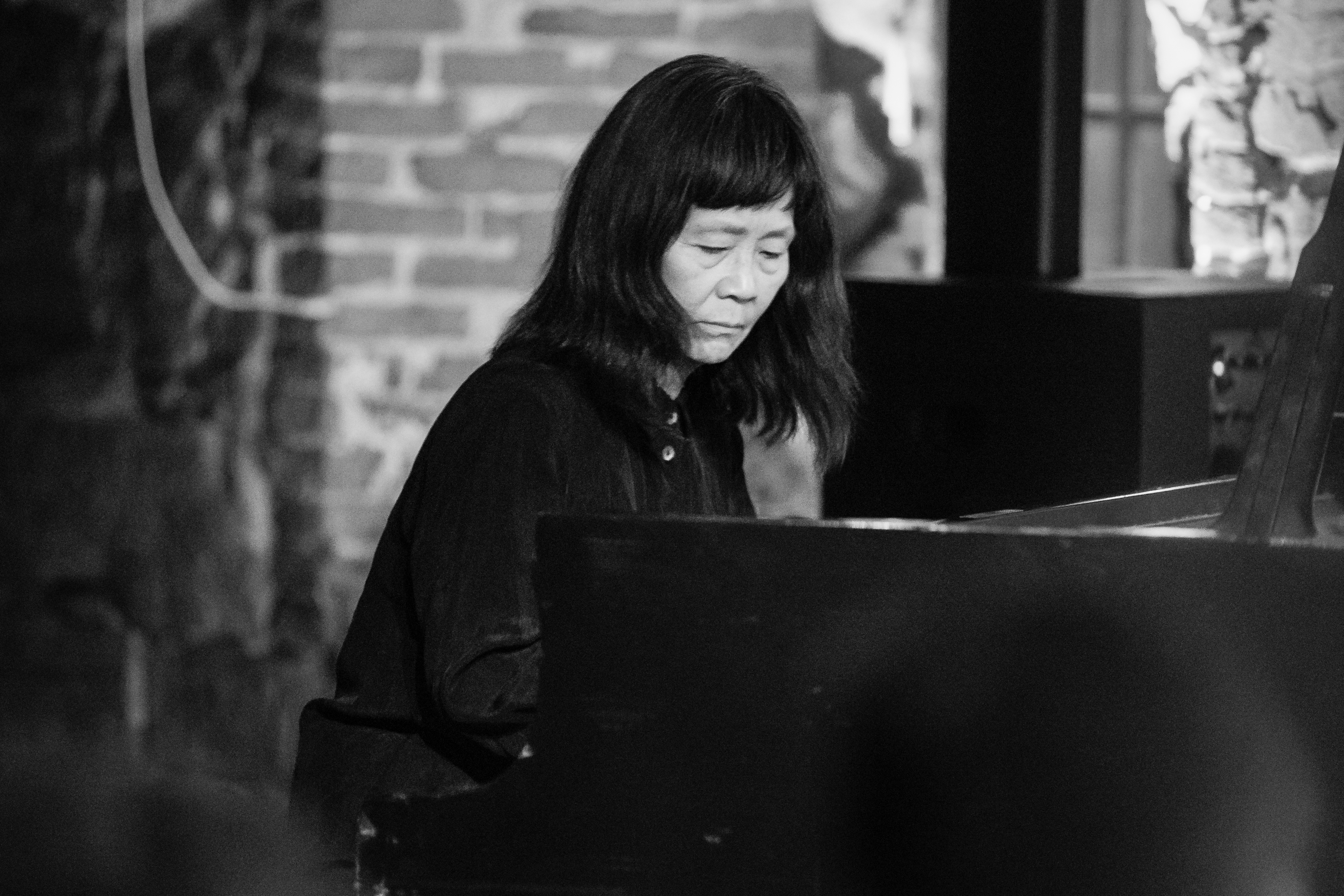
Lisa Ullén auf der Bühne in Smeltehytta, Kongsberg 2024
Foto von Tore Sætre

Inga-Lisa Dorothy Incka Ullén (* 23. November 1964 in Seoul) ist eine schwedische Pianistin und Komponistin, die sowohl als Interpretin Neuer Musik als auch im Jazz und der Improvisationsmusik hervorgetreten ist.

## Leben und Wirken
Ullén wurde im Alter von 4 Jahren von schwedischen Eltern adoptiert, bei denen sie dann in der nordschwedischen Kleinstadt Örnsköldsvik aufwuchs; dort folgte sie dem Beispiel einer Freundin und nahm Klavierunterricht. Schließlich absolvierte sie die Königlich Schwedische Musikakademie in Stockholm, wo sie von 1986 bis 1991 klassisches Piano studierte.
Ullén hat Werke zeitgenössischer Komponisten aufgeführt und aufgenommen. Seit den späten 1990er Jahren widmet sie sich der improvisierten Musik, sowohl dem Free Jazz als auch der Avantgarde und der zeitgenössischen klassischen und experimentellen Musik. Sie gehört zu Anna Högbergs Attack (mit der bisher zwei Alben entstanden) und (mit Isak Hedtjärn, Elsa Bergman und Erik Carlsson) zum Quartett Festen (gleichnamiges Album bei Clean Feed). Weiterhin arbeitete sie im Trio mit Attila Dóra und Rafal Mazur.
Ullén trat mit Musikern wie Dieb13, John Edwards, Charlotte Hug, Maggie Nicols, Lina Nyberg, Sofia Jernberg, Lotte Anker, Gavin Bryars, Michael Zerang oder Phil Minton auf. Sie hat auch mit Tänzern zusammengearbeitet und für mehrere Theaterproduktionen komponiert. Mit ihrem Quartett, zu dem Posaunist Mats Äleklint, Bassist Ulf Åkerhielm und Schlagzeuger Andreas Axelsson gehören, legte sie die Alben Big Bang och Kosmos (2006), Revolution Rock (2009) sowie Borderlands (2016) vor. 2018 veröffentlichte sie das Dreifachalbum Piano Works auf ihrem eigenen Label Disorder, das international bei der Kritik Beachtung fand; mit ihrem Nonett Motståndorkestern veröffentlichte sie im selben Jahr die EP Sekvenser och Lager. Sie bildete ein Trio mit Johan Arrias und Angharad Davies (Crystalline), ein weiteres mit Nina de Heney und Mariam Wallentin (Nuiversum). Zudem dokumentierte sie Improvisationswerke mit Torsten Müller, mit Nina de Heney/Okkyung Lee (Look Right), mit Cyril Bondi, mit Sten Sandell (Double Music), Joe Williamson/Erik Carlsson (Slow Dance), aber auch mit Elsa Bergman und Anna Lund (Space). Zu hören ist sie u. a. auch auf Vilhelm Bromanders Album Allt åt Alla (2017).

## Diskographische Hinweise
- Lisa Ullén, Anna Högberg: Step Up a Second (Disorder 2021)
- Erik Blennow Calälv, Lisa Ullén, Finn Loxbo, Ryan Packard: Bi, In Yo & Iwato (2023)
- Space: Embrace the Space (Relative Pitch, 2024)

## Preise und Auszeichnungen
2014 wurde Ullén vom Swedish Arts Grants Committee für einen einmonatigen Aufenthalt in Vancouver ausgewählt. 2018 hat sie Sveriges Radio mit dem Jazzkatten als „Jazzkomponistin des Jahres“ ausgezeichnet. 2021 erhielt sie das Kulturstipendium der Stadt Stockholm.